# Três Verões
Três Verões é um filme de comédia dramática brasileiro de 2020 dirigido por Sandra Kogut. Em uma coprodução entre Brasil e França, o filme conta a história dos grandes esquemas de corrupção que marcaram a história brasileira sob a perspectiva dos funcionários que prestam serviços aos envolvidos nos atos criminosos. É protagonizado por Regina Casé e conta ainda com Rogério Fróes, Otávio Müller, Gisele Fróes e Jéssica Ellen nos demais personagens principais.
Três Verões teve sua estreia mundial em setembro de 2019 no Festival Internacional de Cinema de Toronto e foi lançado no Brasil a partir de 16 de setembro de 2020 pela Vitrine Filmes. O filme foi recebido com críticas mistas pelos críticos especialistas. No geral, o filme recebeu elogios pela forma em que mescla ironia em seu forte tema e pelas atuações do elenco, mas recebeu críticas negativas por não retratar com maior profundidade os acontecimentos da Operação Lava Jato.
A performance de Regina Casé como a zeladora Madá foi amplamente aclamada pela crítica e ela recebeu indicações ao principais prêmios de cinema, incluindo o Grande Otelo, o Prêmio Guarani e o Prêmio Platino de Cinema, nas categorias de melhor atriz. Na 20.ª edição do Grande Otelo, promovida pela Academia Brasileira de Cinema, o filme ainda recebeu mais seis indicações, incluindo de melhor direção, melhor ator (Rogério Fróes), melhor ator coadjuvante (Otávio Müller), melhor atriz coadjuvante (Gisele Fróes), melhor roteiro original e melhor montagem. Já no 26.° Prêmio Guarani, além de melhor atriz, o filme também foi indicado nas categoria de melhor ator coadjuvante (Rogério Fróes) e melhor elenco.

## Sinopse
Edgar (Otávio Muller) e Marta (Gisele Fróes) são um casal com grande poder aquisitivo que, a cada verão, entre as festas de Natal e Ano Novo, recebem seus amigos e familiares para comemorar as datas em sua mansão que fica à beira-mar. Porém, quem realmente administra e organiza a casa e os empregados da mansão é Madalena (Regina Casé). Ela tem o sonho de comprar um terreno para assim poder abrir seu próprio negócio. Madalena pede ajuda para o patrão dela, que empresta dinheiro a ela para ser descontado do seu seu salário a cada mês, sem imaginar que no quanto ela seria envolvida nos negócios corruptos dele. O filme mostra acontecimentos em três datas: dezembro de 2015, dezembro de 2016 (quando Edgar é preso) e dezembro de 2017.

## Elenco
- Regina Casé como Madalena dos Santos Marins (Madá)
- Rogério Fróes como Seu Lira
- Otávio Müller como Edgar Lira
- Gisele Fróes como Marta Lira
- Jéssica Ellen como Vanessa
- Edmilson Barros como Elísio Santana
- Vilma Melo como Cida
- Paulo Verlings como Emerson
- Daniel Rangel como Lucas Lira (Luca)
- Carla Ribas como Branca
- Charles Fricks como João Paulo
- Saulo Arcoverde como Jonas
- Carolina Pismel como Jana
- Alli Willow como Jessy
- Gustavo Machado como Policial Federal

## Produção

### Desenvolvimento
O filme é dirigido pela cineasta Sandra Kogut, que ficou conhecida por trabalhos como Mutum (2007) e Campo Grande (2015), sendo esse o seu terceiro longa-metragem de ficção. O roteiro foi escrito também pela diretora em parceria com Iana Cossoy Paro e segue um padrão episódico, que ocorre no decorrer de três verões consecutivos (daí a inspiração para o título da obra), entre 2015 e 2017. Kogut estava trabalhando em outro filme quando largou tudo para realizar Três Verões. Segundo ela, sua principal inspiração foi retratar os acontecimentos que estavam em grande repercussão em decorrência dos escândalos que envolveram a Operação Lava Jato. Entretanto, ela não queria retratar os envolvidos diretamente com a corrupção e sim a reviravolta que aconteceu nas vidas de quem os cercavam, como os trabalhadores de sua casa. No filme, esse olhar é dado através da personagem Madá, interpretada por Regina Casé.
Quase todo o filme se passa em apenas uma locação, uma casa de veraneio localizada em um condomínio de luxo de Angra dos Reis, no Rio de Janeiro. Entretanto, as filmagens ocorreram de fato em dois ambientes distintos. As cenas em que se passam na parte externa da casa ficam em outro ambiente, diferente do que se passa as cenas na parte interna da casa. A intenção de Sandra Kogut era que toda a equipe do filme morasse em uma casa durante as filmagens, mas não foi possível devido ao curto tempo disponível e o orçamento da produção.

### Elenco
Diferente das produções anteriores da cineasta, que mesclavam ficção e documentário, o elenco desse filme é composto todo por atores profissionais. Para a composição dos personagens, Sandra fez trabalhos de imersão na trama com os atores. Antes das gravações, ela pediu que Gisele Fróes e Daniel Rangel, que interpretam mãe e filho no filme, passassem um final de semana juntos, para irem a praia e tomar sorvete juntos, como uma espécie de laboratório para seus papéis. Ao invés de contratar figurantes, a diretora pediu para que os atores convidassem amigos reais deles para gravar as cenas, como por exemplo a cena inicial do amigo oculto.
O filme marcou a volta de Regina Casé aos cinemas após cinco anos de sua última atuação no premiado filme Que Horas Ela Volta? (2015), de Anna Muylaert. Regina e Sandra são amigas há muito tempo, em 1995 elas gravaram o curta-metragem Lá e Cá.

## Lançamento

### Festivais
Três Verões estreou oficialmente em 5 de setembro de 2019 no Canadá, sendo exibido na World Contemporary Cinema do Festival Internacional de Cinema de Toronto. Em seguida, o filme estreou nos Estados Unidos participando do Hamptons International Film Festival em 14 de outubro de 2019. Em solo brasileiro, a primeira exibição oficial se deu em 19 de outubro quando foi selecionado para a Mostra Internacional de Cinema de São Paulo. Em 31 de outubro de 2019, estreou na Turquia durante o Antalya Golden Orange Film Festival, participando da mostra competitiva de filmes, que rendeu mais um prêmio de melhor atriz para Regina. Na Holanda, o filme participou do Leiden International Film Festival. Voltou a ser exibido novamente no Brasil no Festival do Rio, em 14 de dezembro, onde Regina Casé recebeu aclamação e foi eleita com o Troféu Redentor de melhor atriz.
Durante o ano de 2020, Três Verões também percorreu por circuitos de festivais. Na França, esteve em dois festivais: Festival Le Temps Presse, em 24 de janeiro, e no Festival de Cinema Brasileiro de Paris, em 1 de julho. Estreou na Suécia sendo selecionado para o Festival de Cinema de Göteborg. Recebeu aclamação na Espanha durante o Festival de Cinema de Málaga, onde recebeu o prêmio especial do júri crítico e o prêmio de melhor atriz para Regina Casé. Em 9 de outubro participou novamente de um festival nos Estados Unidos, o Mill Valley Film Festival.

### No Brasil
Inicialmente, o lançamento comercial do filme estava agendado para 19 de março de 2020, mas a estreia coincidiu com o agravamento da transmissão de COVID-19 pelo país, que ocasionou na proibição de salas de cinema permanecerem abertas por tempo indeterminado. Antes do ocorrido, algumas coletivas e de imprensa e eventos de pré-estreia chegaram a acontecer com a diretora, equipe técnica e alguns atores do elenco, incluindo a protagonista Regina Casé.
Após uma longa jornada por festivais de cinema pelo mundo, Três Verões foi lançado no Brasil com exclusividade no serviço de streaming Telecine e também em seus canais de televisão por assinatura. A decisão de não estrear o filme nos cinemas partiu da própria direção e distribuidora do filme pois, devido a pandemia de COVID-19, os cinemas brasileiros foram todos fechados e equipe optou por não esperar a reabertura. O filme foi exibido pela primeira vez a partir de 16 de setembro de 2020.

### Distribuição internacional
Três Verões foi distribuído comercialmente em diversos países. Antes mesmo de sua estreia no Brasil, foi lançado nos cinemas da França em 11 de março de 2020, com distribuição da Paname Films. Nos Estados Unidos teve sessões limitadas a partir de 27 de novembro de 2020. Na Austrália estreou em 24 de junho de 2021. Já na Polônia, o filme chegou aos cinemas em 16 de julho de 2021. Na Espanha, inicialmente, teve lançamento apenas na cidade de Madrid em 5 de agosto, mas foi distribuídos com sessões limitadas no restante do país 6 de agosto de 2021. Em Portugal, Três Verões foi comercializado a partir de 12 de agosto de 2021.

## Recepção

### Resposta da crítica
Desde que iniciou no circuito de festivais de cinema, Três Verões conquistou vários elogios, sobretudo pela atuação da protagonista Regina Casé, a qual foi bastante premiada. Entre os críticos especializados, a recepção foi morna. Foram pontuado alguns problemas no roteiro, mas estes foram compensados pelo desempenho do elenco. A conhecida crítica de cinema Isabela Boscov listou o filme como um de seus favoritos de 2020.
Francisco Russo, escrevendo para o website AdoroCinema, avaliou o filme como "Bom", pontuando-o com 3,5 de 5 estrelas, e escreveu: "Repleto de sutilezas tão valiosas, Três Verões é um filme que se apropria da realidade brasileira para fazer um estudo microscópico sobre a falência de sua sociedade, ao menos em relação ao caráter humanitário em sua estrutura de patrões e empregados. Méritos também para Regina Casé, em uma persona bem parecida com a de seus programas na Rede Globo no sentido de buscar o jargão popular, como meio de comunicar, mas também capaz de emocionar. É dela a cena mais tocante do longa-metragem, bela também pelo mistério em torno de sua veracidade dentro da narrativa estabelecida. Bom filme, que tem muito a dizer sobre o momento atual do país."
Natália Bridi do website Omelete ponderou o desempenho de Regina Casé como fundamental para o desempenho do filme, dizendo: "Por ser episódico, Três Verões depende completamente do talento de Casé para ganhar consistência. Ela é a alma e também a base do filme. Quando não está em cena, mesmo que por breves momentos, tudo perde o peso. Isso se torna ainda mais evidente no terceiro ato, que usa o vínculo entre Madá e Seu Lira (Rogério Fróes), o patriarca da família deixado para trás entre escândalos e separações, para arquitetar a sua conclusão. Sempre como agente das soluções - capaz de fazer sushi de salsicha para agradar quem não come peixe cru - ela é deixada em uma postura passiva. Quando sai do seu controle, o arco que vinha sendo construído aos poucos em torno do carisma de Casé cai em uma receita simples para uma conclusão emocional, ainda que seja uma recompensa bem-vinda pelos seus esforços."

### Exibição na TV Aberta
Em 27 de abril de 2022, o filme foi exibido na sessão Cinema Especial no horário nobre da TV Globo. A exibição do filme registrou bons índices de audiência, tornando-se o filme mais visto do ano na televisão brasileira, até então, registrando 18,1 pontos de audiência na Grande São Paulo.

## Prêmios e indicações

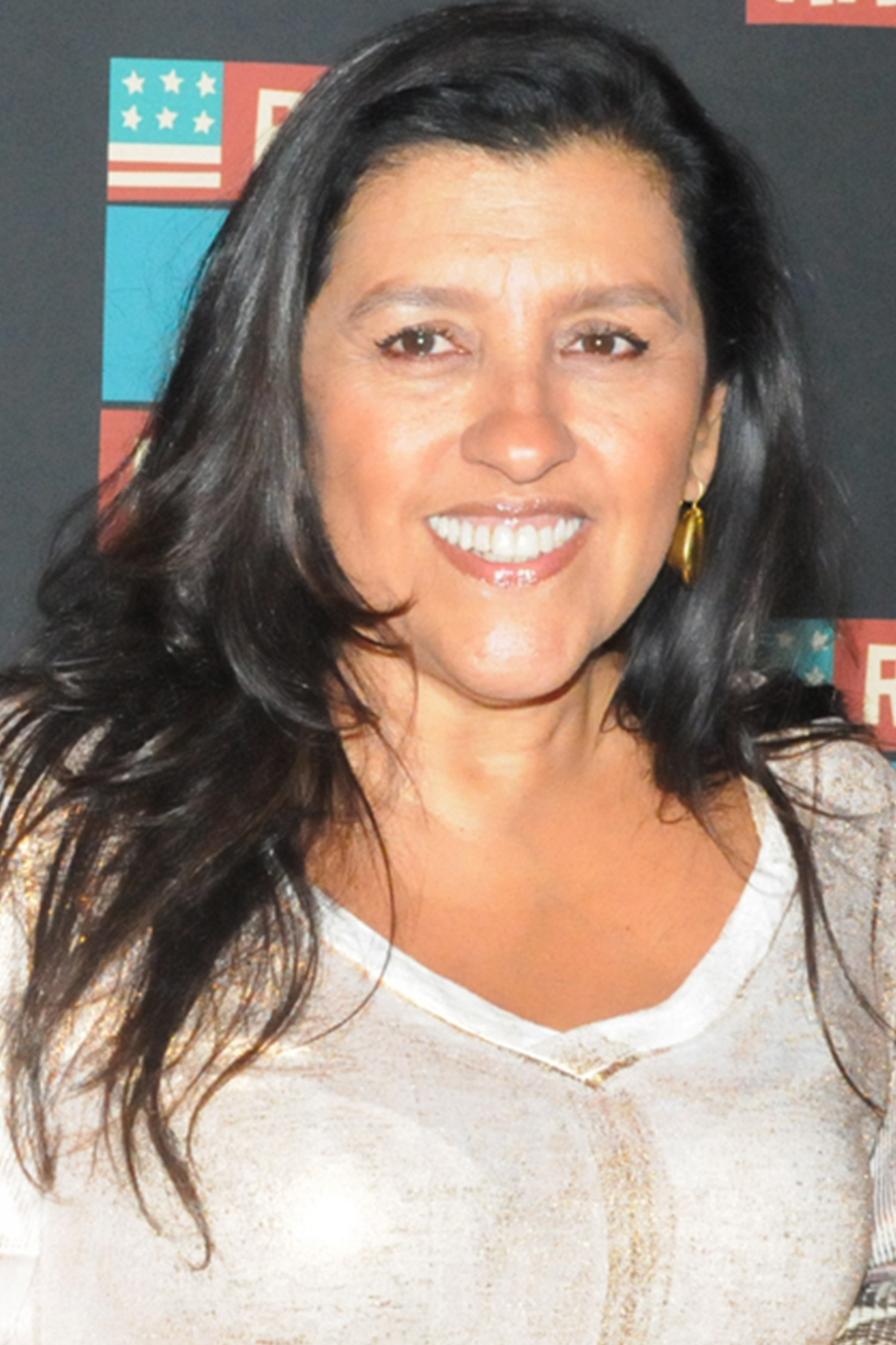
A performance de Regina Casé recebeu aclamação da crítica e lhe rendeu indicação ao Grande Otelo de Melhor Atriz.

O filme foi destaque em premiações de festivais em vários países. Em Cuba, no Festival Internacional de Cinema de Havana, ele recebeu o Troféu Coral na categoria melhor montagem para Sérgio Mekler e Luísa Marques, além de ter competido ao grande prêmio de melhor filme. Foi destaque no Antalya Orange Film Festival, na Turquia, onde conseguiu o feito de receber o prêmio de melhor atriz para Regina Casé na mostra competitiva de filmes internacionais, onde também concorria como melhor filme. Já na Espanha, o filme foi eleito pelo júri crítico do Festival de Cinema de Málaga ao prêmio especial de melhor filme. Na mesma cerimônia, Regina Casé recebeu o troféu Biznaga de Plata de melhor atriz. Regina também foi agraciada com o Troféu Redentor de melhor atriz pelo Festival do Rio.
Na 20.ª edição do Grande Otelo, prêmio da Academia Brasileira de Cinema, Três Verões foi finalista em seis categorias: melhor direção, melhor atriz para Regina Casé, melhor ator para Rogério Fróes, melhor ator coadjuvante para Otávio Müller, melhor atriz coadjuvante para Gisele Fróes, melhor roteiro original e melhor maquiagem. Já no Prêmio Guarani, principal premiação da crítica brasileira, recebeu três indicações: melhor atriz para Regina Casé, melhor ator coadjuvante para Rogério Fróes e melhor elenco.
No Prêmio Platino de Cinema Ibero-Americano, Três Verões liderou a lista de produções brasileira na short list, sendo pré-selecionado em sete categorias. Mas somente conseguiu ser finalista na categoria de melhor atriz, com a indicação de Regina Casé ao prêmio.

### Lista de prêmios e indicações
| Ano  | Associações                                | Categoria                    | Recipiente(s)                   | Resultado | Ref.   |
| ---- | ------------------------------------------ | ---------------------------- | ------------------------------- | --------- | ------ |
| 2019 | Antalya Golden Orange Film Festival        | Melhor Filme                 | Sandra Kogut                    | Venceu    | [ 25 ] |
| 2019 | Antalya Golden Orange Film Festival        | Melhor Atriz                 | Regina Casé                     | Venceu    | [ 25 ] |
| 2019 | Festival de Cinema Internacional de Havana | Melhor Filme                 | Sandra Kogut                    | Indicado  | [ 24 ] |
| 2019 | Festival de Cinema Internacional de Havana | Melhor Edição                | Sérgio Mekler e Luísa Marques   | Venceu    | [ 24 ] |
| 2019 | Festival do Rio                            | Melhor Atriz                 | Regina Casé                     | Venceu    | [ 24 ] |
| 2020 | Málaga Spanish Film Festival               | Prêmio especial do júri      | Sandra Kogut                    | Venceu    | [ 14 ] |
| 2020 | Málaga Spanish Film Festival               | Melhor Atriz                 | Regina Casé                     | Venceu    | [ 14 ] |
| 2020 | Málaga Spanish Film Festival               | Melhor Filme Ibero-americano | Sandra Kogut                    | Indicado  | [ 14 ] |
| 2021 | Grande Prêmio do Cinema Brasileiro         | Melhor Direção               | Sandra Kogut                    | Indicado  | [ 6 ]  |
| 2021 | Grande Prêmio do Cinema Brasileiro         | Melhor Atriz                 | Regina Casé                     | Indicado  | [ 6 ]  |
| 2021 | Grande Prêmio do Cinema Brasileiro         | Melhor Ator                  | Rogério Fróes                   | Indicado  | [ 6 ]  |
| 2021 | Grande Prêmio do Cinema Brasileiro         | Melhor Atriz Coadjuvante     | Gisele Fróes                    | Indicado  | [ 6 ]  |
| 2021 | Grande Prêmio do Cinema Brasileiro         | Melhor Ator Coadjuvante      | Otávio Müller                   | Indicado  | [ 6 ]  |
| 2021 | Grande Prêmio do Cinema Brasileiro         | Melhor Roteiro Original      | Sandra Kogut e Iana Cossoy Paro | Indicado  | [ 6 ]  |
| 2021 | Grande Prêmio do Cinema Brasileiro         | Melhor Montagem              | Sérgio Mekler e Luísa Marques   | Indicado  | [ 6 ]  |
| 2021 | Prêmio Guarani de Cinema Brasileiro        | Melhor Atriz                 | Regina Casé                     | Indicado  | [ 28 ] |
| 2021 | Prêmio Guarani de Cinema Brasileiro        | Melhor Ator Coadjuvante      | Rogério Fróes                   | Indicado  | [ 28 ] |
| 2021 | Prêmio Guarani de Cinema Brasileiro        | Melhor Elenco                | Marcela Altberg                 | Indicado  | [ 28 ] |
| 2021 | Prêmio Platino de Cinema Ibero-Americano   | Melhor Atriz                 | Regina Casé                     | Indicado  | [ 27 ] |